# Matthäus Loder

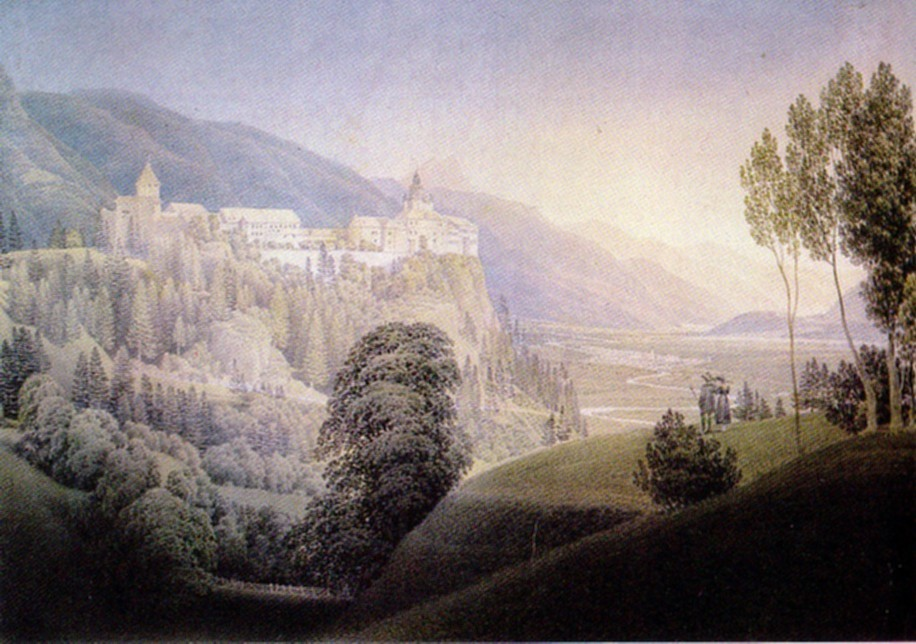
Erzherzog Johann und Anna Plochl – Spaziergang bei Schloß Strechau

Matthäus (Matthias) Loder (* 31. Mai 1781 in Wien; † 16. September 1828 in Vordernberg, Steiermark) war ein österreichischer Maler der Biedermeier-Epoche.

## Leben
Loder war Maler und Illustrator. Als Schüler der Wiener Akademie erhielt er seine Ausbildung unter Hubert Maurer, Johann Baptist Lampi und Heinrich Friedrich Füger. Schon früh zog ihn die Alpenwelt in ihren Bann. Er betrieb Naturstudien mit seinem Mitschüler an der Akademie Karl Ruß. Er unternahm Studienreisen auf den Schneeberg, in die Obersteiermark und in das Salzkammergut. Für längere Zeit war er Zeichenmeister der Erzherzogin Marie Louise von Österreich in Parma (Italien). Dort erkrankte er an Tuberkulose und das dortige Klima ließ einen Aufenthalt nicht mehr länger zu. Erzherzogin Marie Louise dachte, durch ein Leben in der steirischen Natur würde sich sein Zustand bessern und vermittelte, dass Loder 1816 Kammermaler des Erzherzogs Johann wurde. Er begleitete den Erzherzog bei dessen Reisen in den Alpenländern und auch bei vielen seiner Bergtouren. Dabei schuf er zahlreiche Aquarelle und Zeichnungen, in denen die alpine Landschaft, die Trachten der ländlichen Bevölkerung und auch die Arbeitswelt auf dem steirischen Erzberg und der steirischen Eisenindustrie festgehalten wurde. Vor allem wurde er auch zum authentischen Schilderer der Begegnungen des Erzherzogs mit Anna Plochl. 1823 nahm er seinen Wohnsitz in Vordernberg. Auf dem Brandhof bei Mariazell, dem Landsitz des Erzherzogs, schuf Loder ein Glasfenster. Loder begleitete den Erzherzog auch bei dessen Kuraufenthalten in Bad Gastein. Hier entstanden seine letzten Werke: Pinselzeichnungen auf dunklen Papieren, die Johann und Anna vor den Wasserfällen von Gastein zeigen. Wie viele seiner Zeitgenossen starb er vor der Zeit an Tuberkulose. Matthäus Loder wurde in Vordernberg begraben.

## Werke
- Aquarelle mit steirischen Motiven und Szenen aus dem Leben Erzherzog Johanns
- Illustrationen zur Mode, der Arbeitswelt sowie humoristische Szenen
- In den Jahren 1820 und 1821 malte Loder einige Aquarelle mit dem Motiv Hochschwab.[2]